# Гідроаеродинаміка
Гідроаеродинаміка або динаміка флюїдів — підрозділ гідроаеромеханіки, що описує потік флюїдів (рідин або газів). У неї є кілька власних підрозділів, зокрема аеродинаміка (вивчення руху повітря та інших газів) та гідродинаміка (вивчення руху рідин). Гідроаеродинаміка має широке поле застосувань, серед яких розразхунок сил та моментів, що діють на літаки, визначення швидкості потоку нафти в нафтопроводах, передбачення погоди, розуміння міжзоряних туманностей та моделювання вибуху ядерної зброї.
Гідроаердодинаміка пропонує систематичний підхід до цих практичних задач, охоплюючи емпіричні та напівемпіричні закони, отримані з вимірювань. Розв'язання задач гідроаеродинаміки зазвичай включає в себе розрахунок різних властивостей флюїдів, таких як швидкість потоку, тиск, густина та температура в залежності від часу та просторових координат.
До двадцятого століття динаміка флюїдів вважалася синонімом гідродинаміки. Це досі залишається в назвах деяких розділів гідроаеромеханіки, наприклад магнітогідродинаміка та гідродинамічна стабільність, хоча обидва терміни можуть стосуватися газів. 

## Рівняння
В основах гідроаеродинаміки лежать  закони збереження, зокрема, закон збереження маси,  закон збереження імпульсу (другий закон Ньютона) та закон збереження енергії ( перший закон термодинаміки).  Усі вони були сформульовані класичною механікою і допрацьовані квантовою механікою та теорією відносності.  Їх можна сформулювати як транспортну задачу Рейнольдса.
Крім того вважається, що флюїди є суцільним середовщем. Насправді вони складаються з молекул, що рухаються і зазнають зіткнень. Однак наближення суцільності трактує їх як неперервні, нехтуючи дискретністю. Як наслідок припускається, що властивості флуїдів, такі як густина, тиск, температура та швидкість потоку добре визначені в нескінченно малій точці простору, змінюючись від точки до точки неперервно. 
Флуїди, що мають достатню густину для того, щоб бути суцільними, не містять іонів та вільних електронів, мають швидкості потоку малі в порівнянні зі швидкістю світла, є ньютонівськими, описуються рівняннями Нав'є-Стокса - нелінійною системо диференційних рівнянь, що визначає потоки в флюїдах, де напруження лінійно залежить від градієнта потоку та тиску. Без спрощень ці рівняння не мають аналітичних розв'язків, тому їх здебільшого розв'язують чисельно. Рівняння можна спростити, використвавши різні наближення. Тоді їх розв'язати легше, іноді аналітично.   
Крім рівнянь збереження маси, імпульсу та енергії, для повного опису потрібно також використати термодинамічне рівняння стану, що задає залежність тиску від інших термодинамічних параметрів. Для прикладу можна навести рівняння стану ідеального газу:  
{\displaystyle p={\frac {\rho R_{u}T}{M}}}
в якому: {\displaystyle p}- тиск, {\displaystyle \rho }- густина, {\displaystyle T}- абсолютна температура, {\displaystyle R_{u}}- газова стала, а {\displaystyle M}- молярна маса у певному газі.  

## Виноски
1. ↑  Eckert, Michael (2006). The Dawn of Fluid Dynamics: A Discipline Between Science and Technology. Wiley. с. ix. ISBN 3-527-40513-5.